# Андрейчук, Рейнелл
Ани́та Ре́йнелл Андрейчу́к (англ. Anita Raynell Andreychuk; род. 14 августа 1944, Саскатун, Саскачеван, Канада) — канадский политик, юрист и дипломат. Сенатор Канады от Саскачевана (1993—2019). В 2018—2019 годах — старейший по дате назначения действующий член Сената Канады.

## Биография
Родилась 14 августа 1944 года в Саскатуне в семье канадских украинцев.
В 1966 году окончила бакалавриат юридического факультета Саскачеванского университета, а в 1967 получила степень доктора права. Вела юридическую практику в Мус-Джо, Саскачеван. В 1976 году она была назначена судьёй провинции Саскачеван. В 1985 — 1987 годах была заместителем министра социальной политики Саскачевана.
С 1987 до 1993 была послом Канады в нескольких странах и международных организациях: верховный комиссар Канады в Кении и Уганде, послом в Сомали и Коморских островах (1987—1990), постоянный представитель Канады в Комиссии ООН по правам человека (1988—1993), представитель Канады в Программе ООН по окружающей среде и Программе ООН по населенным пунктам, посол Канады в Португалии (1990—1993).
С 1993 года — член Сената Канады от Саскачевана (назначена генерал-губернатором Рамоном Джоном Гнатышиным по совету премьера Брайана Малруни). Представляла Прогрессивно-консервативную партию Канады, с 2004 года представляет Консервативную партию Канады. С 1994 по 1996 годы была председателем Постоянного комитета Сената по делам коренных народов, с 2001 год по 2009 годы — председателем Постоянного комитета по правам человека. С 2010 года — председатель Постоянного комитета по иностранным делам и международной торговли. Также занимала пост вице-председателя в ряде комитетов Сената.
Кроме того, Андрейчук является сопредседателем Межпарламентского совета Украина — НАТО Парламентской Ассамблеи НАТО и заместителем Председателя Специальной группы Ассамблеи по вопросам Средиземноморья и Ближнего Востока (GSM). Ранее она была главой Политического комитета и Генеральным докладчиком Политического комитета Парламентской ассамблеи НАТО, Генеральным докладчиком Специальной группы Ассамблеи по вопросам Средиземноморья и Ближнего Востока (GSM).
Благодаря усилиям Андрейчук Парламент Канады официально осудил Голодомор 1932—1933 годов как акт геноцида против украинского народа.
В марте 2014 года Андрейчук была включена в санкционный список России.
С 12 августа 2018 года, после отставки Энн Кулс, была старейшим по дате назначения действующим сенатором Канады. Ушла в отставку 14 августа 2019 года, после достижения 75-летнего возраста.

## Награды
- Орден князя Ярослава Мудрого V степени (Украина, 19 мая 2008 года) — за весомый личный вклад в развитие украинско-канадских отношений, активную деятельность в гуманитарной сфере[2]
- Медаль «100 лет БНР» (Рада БНР, 2018).